# ジェナ・コールマン
ジェナ・ルイーズ・コールマン（英: Jenna-Louise Coleman、1986年4月27日 - ）は、ブラックプール出身のイギリスの女優である。
Troika Talentに所属している。
テレビドラマシリーズ『ドクター・フー』ではクララ・オズワルドを演じた。

## 生い立ち
カレン・コールマンとケイス・コールマンの間に生まれ、兄にベン・コールマンを持つ。インデペンデント・スクールである、アーノルド学校に入学する。その学校にてジェナは『Yer Space』という劇団を作り、エディンバラ・フェスティバルにて劇「Crystal Clear」で優勝。
2015年のRadio Timesでは、ジェナの名前は祖母から名付けられたことが明かされる。
19歳でITVのドラマ『エマーデイル』に出演しデビュー。
ルーム・アット・ザ・トップなどにも出演した後、多くの仕事をある為3か月間ロサンゼルスで暮らした。

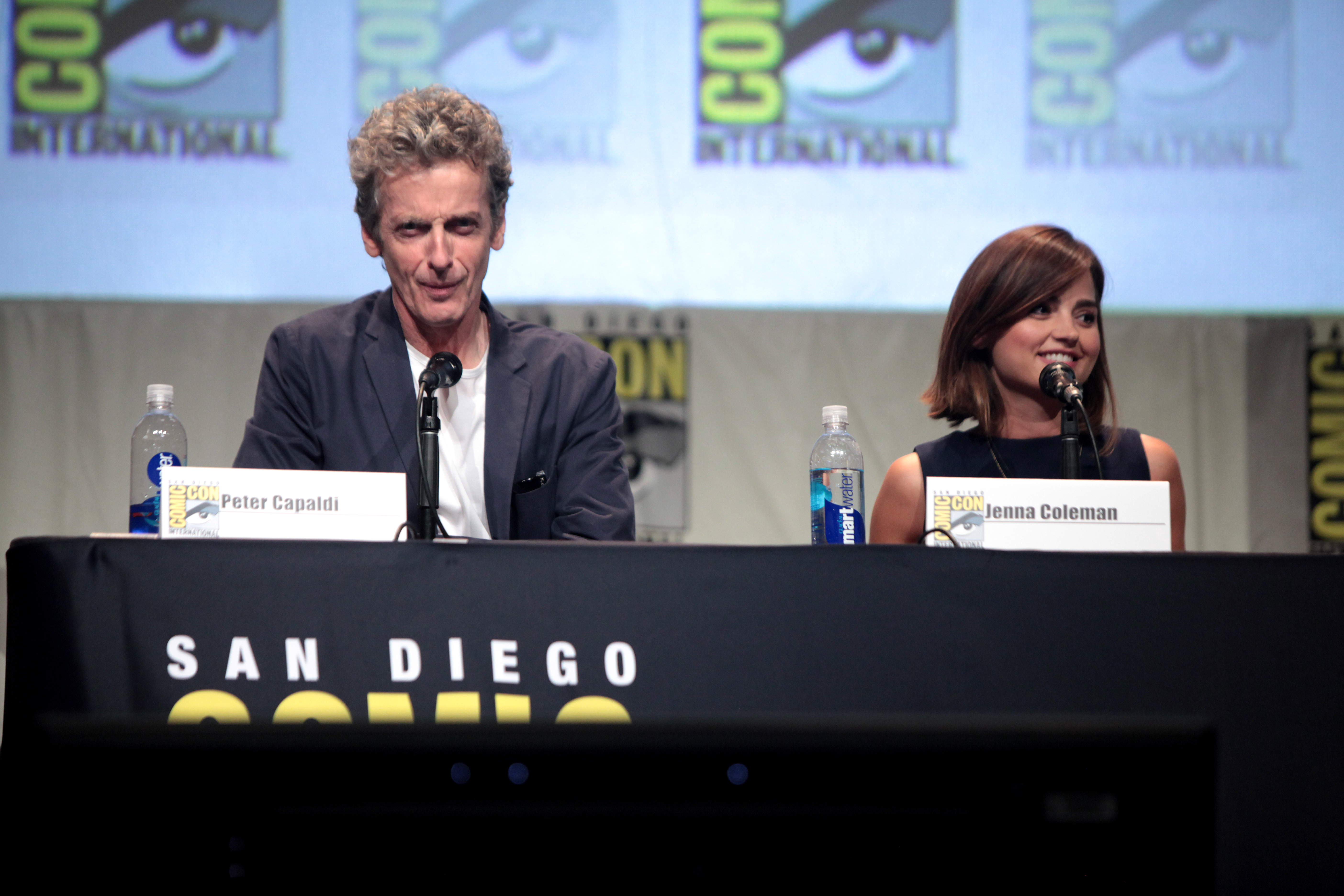
2015年のコミコンにて（『ドクター・フー』のトークコーナー）。

『キャプテン・アメリカ/ザ・ファースト・アベンジャー』や『タイタニック』に出演した後、BBCのテレビドラマ『ドクター・フー』のクララ・オズワルドを演じる。コールマンは『ドクター・フー』のクララ役のオーディションを受ける前に、リバー・ソングの再生する前の「メルス」のオーディションを受けていた。。11代目ドクターであるマット・スミスとのコンビが話題となり、一躍有名となった。シーズン8の終了と共に降板すると噂されTwitterでも話題となったが、シーズン9のエピソード「Hell Bent」まで続投した。その後若き日のヴィクトリア女王を描いたITVのテレビドラマ『女王ヴィクトリア 愛に生きる』にて主演を務める。

## 主なフィルモグラフィ

### 映画
| 年   | 日本語題 原題                                                                        | 役名                 | 備考       |
| ---- | ------------------------------------------------------------------------------------ | -------------------- | ---------- |
| 2011 | キャプテン・アメリカ/ザ・ファースト・アベンジャー Captain America: The First Avenger | コニー               |            |
| 2016 | 世界一キライなあなたに Me Before You                                                 | カトリーナ・クラーク |            |
| 2012 | Room at the Top                                                                      | スーザン・ブラウン   | テレビ映画 |
| 2019 | Corporate Monster                                                                    | エレン               | 短編映画   |

### テレビシリーズ
| 年        | 日本語題 原題                                   | 役名                         | 備考                                          |
| --------- | ----------------------------------------------- | ---------------------------- | --------------------------------------------- |
| 2005-2009 | Emmerdale                                       | ジャスミン・トーマス         | ソープオペラ 計180話出演                      |
| 2009      | Waterloo Road                                   | リンゼイ・ジェームズ         | 計9話出演                                     |
| 2012      | タイタニック 愛と偽りの航海 Titanic             | アニー・デズモンド           | ミニシリーズ 計4話出演                        |
| 2012-2017 | ドクター・フー Doctor Who                       | クララ・オズワルド           | 計40話出演                                    |
| 2013      | Dancing on the Edge                             | ロージー                     | ミニシリーズ 計5話出演                        |
| 2013      | 高慢と偏見、そして殺人 Death Comes to Pemberley | リディア                     | ミニシリーズ 計3話出演                        |
| 2016      | サンダーバード ARE GO Thunderbirds Are Go       | ベインズ                     | 第2シーズン第1話「新たなる敵 ザ・メカニック」 |
| 2016-2019 | 女王ヴィクトリア 愛に生きる Victoria            | ヴィクトリア女王             | 計25話出演                                    |
| 2021      | ザ・サーペント The Serpent                      | マリー                       | ミニシリーズ 計8話出演                        |
| 2021      | サンドマン The Sandman                          | ジョハンナ・コンスタンティン |                                               |
| 2023      | ウィルダネス 荒野の裏切り Wilderness            | リヴ・タイラー               | ミニシリーズ                                  |

### テレビゲーム
| 年   | 日本語題 原題                  | 役名               |
| ---- | ------------------------------ | ------------------ |
| 2010 | ゼノブレイド                   | メリア             |
| 2015 | レゴ・ディメンション（2015年） | クララ・オズワルド |
| 2022 | ゼノブレイド3                  | メリア             |